# Anna Incerti
Anna Incerti (Palermo, Italia, 19 de enero de 1980) es una atleta italiana, especialista en la prueba de maratón en la que llegó a ser campeona europea en 2010.

## Carrera deportiva
En el Campeonato Europeo de Atletismo de 2010 ganó la medalla de oro en la maratón, recorriendo los 42,195 km en un tiempo de 2:32:48 segundos, llegando a meta por delante de la ucraniana Tetyana Filonyuk y la sueca Isabellah Andersson (bronce).